# Khairi Alqam
Khairi Musa Alqam (arabisch خيري موسى علقم, DMG Ḫairī Mūsā ʿAlqam; * 19. November 2001 in Shuafat, Jerusalem; † 27. Januar 2023 in Neve Yaakov, Jerusalem) war ein Palästinenser, der im Alter von 21 Jahren am Freitagabend, den 27. Januar 2023 einen Anschlag auf eine Synagoge in Ostjerusalem durchführte, bei dem er sieben Menschen tötete und drei weitere Personen schwer verletzte.

## Leben

Karte von Jerusalem: braun ist die Altstadt, lilagrau Westjerusalem und in rot ist die Stadtgrenze Ostjerusalems eingezeichnet (dunkelrot bis 1967), hellblau die jüdischen und hellgrün die arabischen Viertel in Ostjerusalem, dunkelblau die jüdischen und dunkelgrün die arabischen Gebiete im Westjordanland.

Khairi Alqam wurde am 19. November 2001 im Lager Shuafat (zwischen Shuafat und Anata gelegen) geboren. Dies ist ein Lager in Ostjerusalem, das zur Aufnahme palästinensischer Flüchtlinge errichtet wurde. Er ist das zweite von sieben Geschwistern.
Khairi Alqam lebte im Viertel At-Tur in Ost-Jerusalem. Er hatte einen Abschluss der allgemeinbildende Oberschule von At-Tur; nach Abschluss seiner Ausbildung arbeitete er als Elektriker.

## Hintergrund
Alqam wurde nach seinem Großvater Khairi Alqam benannt, der am 13. Mai 1998 (damals 51 Jahre alt) auf dem Weg zur Arbeit nahe der Ramot-Siedlung in Jerusalem erstochen wurde. Verurteilt wurde ein jüdischer Extremist der Kach-Bewegung, Chaim Pearlman, der 2010 in den Hausarrest entlassen wurde; er wurde dabei von Itamar Ben-Gvir juristisch vertreten.
Der Anschlag fand einen Tag nach einem Einsatz der israelischen Armee in Dschenin statt, bei dem neun Palästinenser getötet und rund 20 verletzt worden waren. Die Hamas stellte den Anschlag als Vergeltungsmaßnahme dar, aber in Alqams sozialen Netzwerken fand sich kein Hinweis darauf. Das letzte Posting auf seinem TikTok-Account war eine Botschaft mit dem Inhalt: „O Seele, wenn du nicht getötet wirst, dann stirbst du, und wir erheben unsere Hände [um uns zu ergeben] nur zu Gott, und wir werfen uns nur vor Gott nieder, und wir hören nur vom Gesandten Gottes.“ Die israelischen Sicherheitsdienste konnte keine Verbindung zu terroristischen Organisationen feststellen.
Am Mittwoch vor dem Attentat wurde ein Verwandter namens Muhammad Ali, ein Teenager von 18 Jahren, von Soldaten erschossen, nachdem er sie mit einer Waffe bedroht habe. Diese stellte sich als Spielzeugpistole heraus.
Der Ort des Anschlages in der Siedlung Neve Yaakov grenzt an das regionale Hauptquartier des israelischen Militärs Fort Nehemiah, das für die Operationen im besetzten Westjordanland und der Kontrolle Ostjerusalems zuständig ist. Im Vorjahr waren 151 Palästinenser durch israelische Sicherheitskräfte getötet worden, dem höchsten Wert seitdem das Amt der Vereinten Nationen für die Koordinierung humanitärer Angelegenheiten Todesfälle ab 2005 systematisch erfasse.
Das Attentat fand am Internationalen Holocaust-Gedenktag statt, was auf eine religiös motivierte Tat mit gläubigen Juden als Ziel weisen kann. Andererseits spricht ebenso viel dafür, dass es ein Racheakt war, der durch biographische Motive ausgelöst wurde.

## Tathergang
Alqam fuhr am Freitag, den 27. Januar 2023 gegen 20:15 Ortszeit mit seinem Auto zur Ateret Avraham Synagoge an der Hauptstraße der überwiegend von Ultra-Orthodoxen bewohnten Siedlung Neve Yaakov, nordöstlich von Beit Hanina in Ostjerusalem. Dort schoss er mit einer FN-Pistole auf Passanten und die Gläubigen, die das Gotteshaus nach dem Schabbat-Gebet verließen. Er tötete vier und einen Motorradfahrer. Durch den Lärm wurden Anlieger auf die Straße gelockt, wovon Alqam zwei erschoss. Alqam wurde auf der Flucht an einer Straßenblockade bei einem Schusswechsel mit der israelischen Polizei getötet. Die sieben Opfer waren Rafael Ben Eliyahu (56), Shaul Hai (68), Irina Korolova (59), Eli Mizrahi (48), Natalie Mizrahi (45), Asher Natan (14) und Ilya Sosansky (26). Das Ehepaar Mizrahi habe Verletzten helfen wollen und sie sind dabei dem Schützen in die Arme gelaufen.
In der Folge wurde das Haus des Attentäters versiegelt und soll abgerissen werden; diese Art der Kollektivstrafe war von 2005 bis 2014 in Israel ausgesetzt, was mit einer Phase mit wenigen Terrorakten korrelierte. Es gibt Pläne zur Verstärkungen der Siedlungen auf der West Bank, und der rechtsextreme Minister für Innere Sicherheit, Itamar Ben Gvir, kündigte an, die Waffengesetze zu liberalisieren, „wenn Zivilisten Waffen haben, können sie sich verteidigen.“ Zudem soll familiäre Unterstützung von Attentätern durch den Entzug von Sozialleistungen und Gesundheitsfürsorge geahndet werden. Am 5. Februar wurden 7 Palästinenser in Jericho bei einer Razzia israelischer Sicherheitskräfte getötet.